# Lucas Aelbrechts
Lucas Aelbrechts (Antwerpen, tussen 1553 en 1560 - datum van overlijden onbekend) was een klavecimbelbouwer uit Antwerpen.
Lucas Aelbrechts kreeg zijn opleiding als klavecimbelbouwer van zijn vader Jacob Aelbrechts die vrijmeester was in de Antwerpse Sint-Lucasgilde. Na de dood van zijn vader werd Lucas Aelbrechts in 1588 in de gilde opgenomen als klavecimbelbouwer-meesterzoon en zette er het werk van zijn vader verder. Het is niet bekend wanneer Lucas Aelbrechts overleden is. De Antwerpse klavecimbelbouw was op dat moment al in handen gekomen van de familie Ruckers.